# Masjid Jamik
Masjid Jamik is een bestuurslaag in het regentschap Pangkal Pinang van de provincie Bangka-Belitung, Indonesië. Masjid Jamik telt 2202 inwoners (volkstelling 2010).